# Sonámbulos
Sonámbulos è un film del 1978 diretto da Manuel Gutiérrez Aragón.